# 코차모
코차모(스페인어: Cochamó)는 칠레 로스라고스 주 양키우에 현의 코무나이다.